# Georgina Brackenbury
Georgina "Ina" Agnes Brackenbury (Woolwich, 1 de julio de 1865 - 27 de julio de 1949) fue una pintora británica conocida como militante sufragista. Fue encarcelada por manifestarse por los derechos de las mujeres. Siguió el ejemplo de Emmeline Pankhurst a medida que se volvía más militante (y perdió a antiguos colegas). Brackenbury fue una de las portadoras del féretro de Emmeline Pankhurst. Su retrato de Pankhurst fue comprado para el Estado Británico por su comité conmemorativo.

## Biografía
Brackenbury nació en la Royal Military Academy en Woolwich, donde su padre, el mayor general Charles Booth Brackenbury, que había sido corresponsal del Times antes de ser herido, era director de la escuela de artillería. Su madre, Hilda, había sido prominente dentro del movimiento por el sufragio femenino. Fue criada por Flora Shaw, una institutriz ama de llaves, ya que a la madre de Brackenbury no le gustaban las tareas del hogar. En 1890, la familia se mudó a Kensington después de la muerte de su padre. Sus padres tenían intereses artísticos y en 1888 Georgina fue a la Slade School of Art, donde se especializó en retratos como sugirió Hubert von Herkomer. Con el tiempo, su hermana Maria Brackenbury la seguiría.
Georgina pintaba principalmente en casa, pero alquiló un estudio. En 1894 hizo un retrato de Harold Dillon, el 17º vizconde de Dillon, que era el presidente de los fideicomisarios de la National Portrait Gallery. Expuso en galerías de Londres, incluida la Royal Academy of Arts. Su madre se preocupaba por los derechos de las mujeres y en 1907 se unió a la cada vez más radical Unión Social y Política de las Mujeres (WSPU por sus siglas en inglés). Rápidamente, Georgina y Marie también se unieron a la WSPU y transformaron sus estudios de pintura en Holland Park en aulas donde podían capacitar a las mujeres para hablar en público.

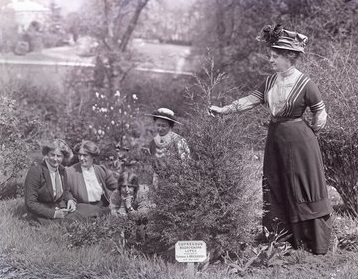
Charlotte Marsh, Laura Ainsworth, Annie Kenney, Mary Blathwayt y Georgina Brackenbury en el Suffragette's Rest

Georgina y Marie fueron condenadas a seis semanas de prisión después de unirse a un evento de la WSPU en la Cámara de los Comunes. Se trató de la denominada "redada de pantechnicon" cuando se utilizó una furgoneta de muebles (pantechnicon) como "caballo de Troya" para llevar veinte sufragistas a la Cámara de los Comunes. Cuando estaban cerca, tanto María como Geiorgina se unieron a las muchas que intentaron abrirse camino hacia el vestíbulo. Se encontraron con policías sorprendidos que tiraron a las mujeres al suelo, más de una vez, mientras se apresuraban hacia las puertas.
El encarcelamiento de Brackenbury les brindó a su hermana y a ella misma la oportunidad de tener un árbol conmemorativo en el "Suffragette's Rest" en Somerset el 22 de julio de 1910. El "Suffragette's Rest" era el apodo de la casa de Mary Blathwayt en Eagle House, donde sus padres respetaban su entusiasmo por la WSPU. Sus padres habían reservado tierra para plantar un árbol individual por cada miembro de la WSPU sentenciado a prisión. La plantación fue luego fotografiada por el padre de Mary. El árbol y las fotografías registraban sus logros.

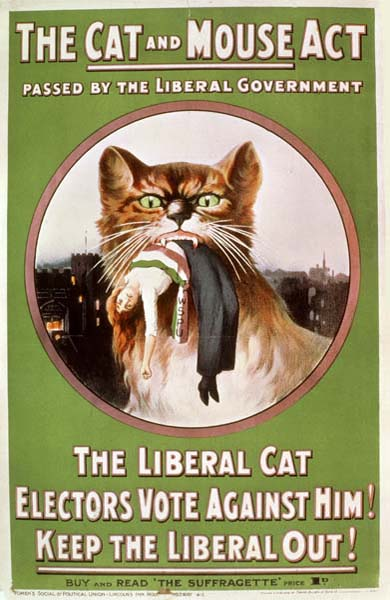
Póster de la Ley del gato y el ratón

El estudio de los Brackenbury también se convirtió en un hogar de recuperación para las encarceladas que se recuperaban de la alimentación forzada conforme a la notoria Ley del 'Gato y el Ratón', antes de ser arrestadas nuevamente y que el movimiento denominaba el 'Castillo del Ratón'.
Georgina supuestamente informó a Christabel Pankhurst de que en una función escuchó a altos mandos de la policía declarar que el gobierno les había ordenado que no permitieran que las sufragistas fueran tratadas como prisioneras "políticas". Su estudio de arte, que compartía con su hermana, Marie, en Camden Hill Square n.º 2 iba a ser el lugar secreto para que Marion Wallace-Dunlop, activista de la WSPU, revelara los planes de campaña de las activistas a las nuevas reclutas en febrero de 1912.
En 1912, su propia madre, Hilda, fue arrestada por romper ventanas. Su madre señaló que dos de sus hijos habían sido asesinados en la India en servicio activo mientras ella tenía pocos derechos políticos para votar. Su madre cumplió ocho días en prisión preventiva y catorce días en la cárcel a pesar de tener 80 años. Una vez que fue liberada, la madre de Brackenbury habló en el London Pavilion en abril de 1912.
Brackenbury murió en St Mary Abbot's en 1949, y su casa en el n.º 2 de Camden Hill Square, en Holland Park quedó en manos de un grupo que ofrecía clubes y alojamiento para mujeres mayores de treinta años (la Over Thirties Association, fundada en 1934). La Suffragette Fellowship marcó la casa con una placa que decía: "El trío de Brackenbury fue muy sincero y servicial durante todos los primeros y arduos años del movimiento de sufragio militante. Las recordamos con honor". Tiene retratos en la National Portrait Gallery, incluido un retrato de Emmeline Pankhurst que fue comprada por el comité conmemorativo de Pankhurst. En el Museo de Londres se encuentra una placa de esmalte de las mujeres de Brackenbury que incluye una imagen de una mujer en un prado natural, liberada de cadenas por Ernestine Mills.